# Очігава Зураб Тамазович
Зура́б Тама́зович Очіга́ва (нар. 18 травня 1995, Київ) — український футболіст грузинського походження, захисник естонського клубу «ФКІ Левадія».

## Біографія
Народився 29 вересня 1995 року в родині українки і грузина. У ДЮФЛ виступав за команду «Лідер» (Петропавлівська Борщагівка). Навесні 2013 року став гравцем юнацької команди маріупольського «Іллічівця». Через рік дебютував у молодіжному складі «іллічів».
В українській Прем'єр-лізі вперше зіграв 20 вересня 2014 року в гостьовому матчі проти донецького «Металурга» (0:3), замінивши наприкінці зустрічі Сергія Гаращенкова. Своєю появою у складі першої команди Очігава був зобов'язаний тому, що з різних причин «Іллічівець» залишила ціла група основних виконавців. На поле захисник демонстрував старанність і працездатність. До кінця сезону провів за маріупольський клуб 7 матчів у чемпіонаті й один у Кубку України.
Улітку 2015 року, після вильоту маріупольців із Прем'єр-ліги, Очігава уклав контракт із київським «Динамо-2». 1 лютого 2016 року був дозаявлений до складу головної команди «Динамо», де не був основним гравцем, зігравши у сезоні 2016/17 лише 8 матчів в чемпіонаті.
В липні 2017 на правах оренди перейшов в «Олімпік» (Донецьк). Дебютував за команду 9 вересня 2017 року в матчі Прем'єр-ліги проти «Ворскли» (1:1). Загалом провів у команді один сезон, зігравши у 13 матчах чемпіонату.
14 січня 2019 року був відданий в оренду в «Дніпро-1», якому допоміг виграти Першу лігу та вперше в історії вийти до вищого українського дивізіону.

### Збірна
У квітні 2015 року був викликаний на матчі молодіжної збірної України до 20 років проти молодіжної збірної Білорусі. Ця зустріч завершилася перемогою «жовто-синіх» 1:0. Зураб Очігава вийшов на поле на 72-й хвилині, замінивши одноклубника Євгенія Немтінова.